# Dawro
I Dawro o, in italiano, Dauro (noti anche come Omete o storicamente come Kullo, oggi ritenuto offensivo) sono un gruppo etnico dell’Etiopia sud-occidentale, appartenente al gruppo linguistico Ometo (lingue damotiche). Parlano il Dawragna, una lingua parte del continuum Gamo-Gofa-Dawro. Abitano una regione montuosa situata tra gli 800 e i 2.900 metri sul livello del mare, ad ovest del territorio Wolayita, oltre il fiume Omo.
Nel 2000, l’area abitata dai Dawro è stata separata dalla ex zona di Semien Omo per formare la zona Dawro, all’interno della Regione delle Nazioni, Nazionalità e Popoli del Sud.

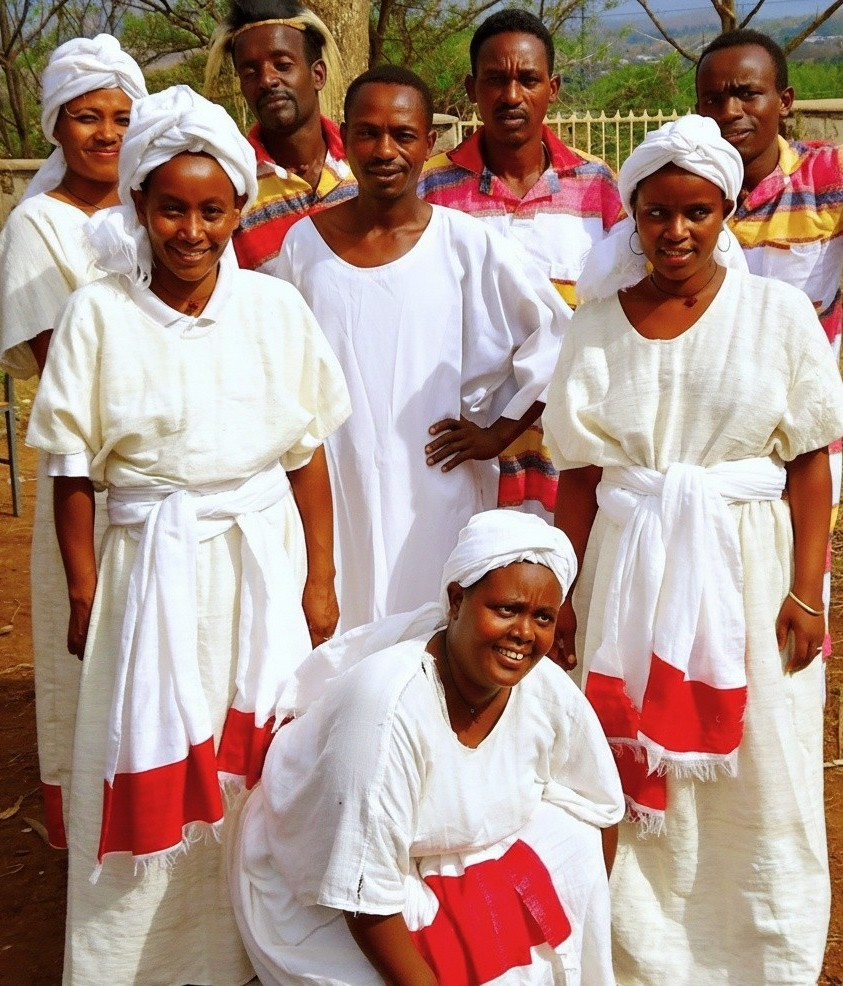
Costume tradizionale Dawro

## Storia

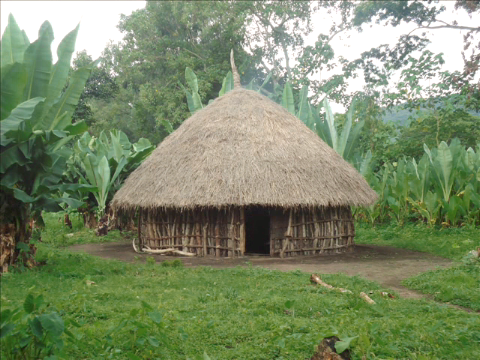
Tucul dawro

### Il Regno di Dawro
Il Regno di Dawro era uno degli stati fondati da popolazioni di lingua ometo, strettamente connesso ai vicini Wolayta, Gamo e Caffini, con i quali condivideva legami etnici e culturali. Le tradizioni orali suggeriscono origini condivise e relazioni con i gruppi limitrofi.
Secondo una di queste tradizioni, il fondatore del regno fu Abeto Yero, appartenente al clan Ata, nel XVI secolo. Un'altra narrazione attribuisce invece la fondazione a Wataro, del clan forestiero Kawka. Quest'ultima versione è particolarmente significativa poiché, secondo molti anziani Dawro, il potere passò storicamente da un clan autoctono ai Kawka, i quali avrebbero avviato un processo di centralizzazione politica.

### Struttura politica e sociale
Il regno era caratterizzato da una struttura gerarchica composta da sette cariche principali, in ordine decrescente di autorità: kati (re), woraba, erasha, guda, dana, huduga e uga. La successione reale avveniva per via ereditaria, generalmente a favore del figlio maggiore, mentre le altre cariche erano in parte elettive. Tuttavia, alcune categorie sociali come gli artigiani (fabbri, vasai, conciatori) e i manja (tradizionali cacciatori e raccoglitori) erano escluse dal processo elettorale. Gli schiavi, in alcuni casi, potevano ascendere a cariche inferiori in base ai loro meriti individuali.

### Le mura difensive

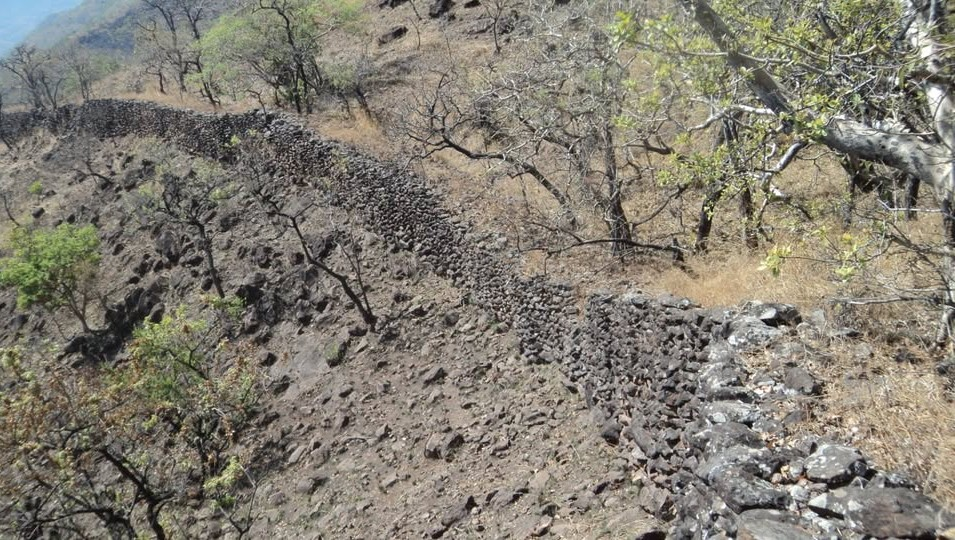
Parte della muraglia di Dawro

Tra il XVI e il XIX secolo, il Regno di Dawro sviluppò un imponente sistema di fortificazioni noto localmente come Kati Halala Keela. Si trattava di mura difensive a secco, costruite senza l’uso di malta o materiali leganti, utilizzando esclusivamente pietre basaltiche nere reperite localmente. Le mura erano parte di un complesso sistema di difesa che includeva anche trincee e torri di osservazione.
Le mura proteggevano il territorio da invasioni nemiche, in particolare quelle provenienti dai Wolayta, dalle armate musulmane di Ahmed Gragn e dalla pressione espansionistica degli Oromo. In alcuni tratti, l'accesso al regno avveniva attraverso un percorso obbligato che superava tre mura consecutive alte 2 metri, un'efficace barriera contro i nemici.
Secondo alcune stime, un singolo tratto di muro poteva raggiungere i 150–200 km di lunghezza, con 3–7 file parallele distanziate tra loro da 300–500 metri. La somma totale delle file potrebbe superare i 1.000–1.225 km. Le mura avevano un’altezza media di 2,5–3,8 metri e una larghezza tra 2,5 e 5 metri, e in alcuni punti erano ancorate direttamente nel terreno. Il sistema includeva sette porte principali e numerose torri di guardia strategicamente posizionate.

### Conquista abissina
Nel 1891 il Regno di Dawro fu definitivamente annesso all’Impero Etiope durante la campagna di espansione verso sud promossa dall’imperatore Menelik II. Da allora i Dawro persero la loro autonomia politica, ma continuarono a conservare una forte identità culturale, anche grazie alle loro tradizioni orali e alle vestigia architettoniche come le mura difensive, divenute simbolo della loro resilienza storica.

## Cultura

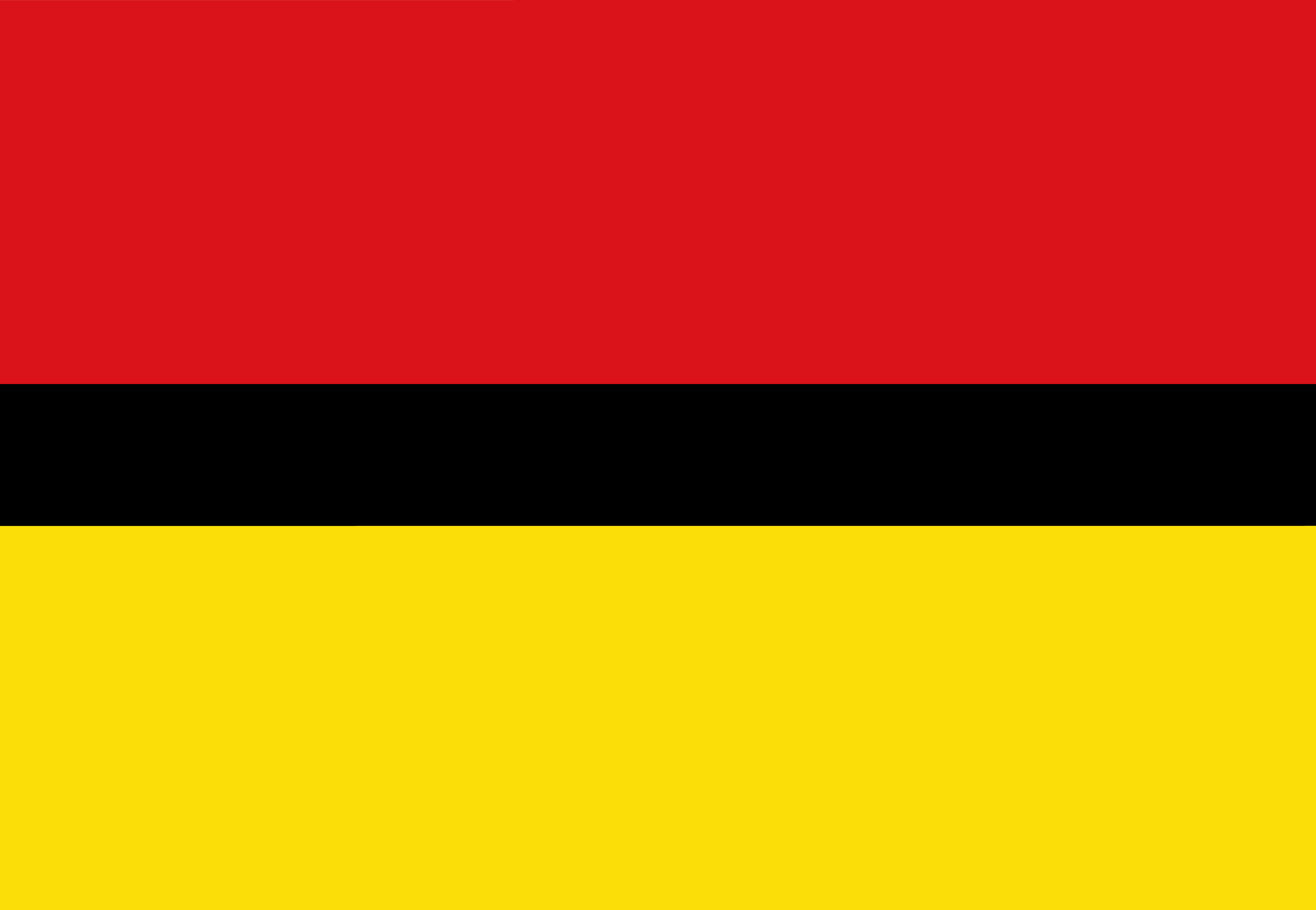
Colori Dawro tradizionali

### Società
La società dei Dawro è storicamente organizzata secondo una rigida struttura gerarchica composta da cinque principali categorie sociali. Al vertice si trovano i Maallaa, che tradizionalmente ricoprivano ruoli di agricoltori, proprietari terrieri e governanti, detenendo sia il controllo delle terre che i titoli politici. A seguire vi sono i Wogac-c-iya, fabbri che producono utensili, armi e ornamenti; i Degellaa, conciatori; i Manaa, vasai; e infine i Manja, cacciatori e raccoglitori. Questa stratificazione sociale, condivisa in vari aspetti con altri gruppi damotici come i Kaffa, i Wolayta e i Gamo, ha subito un'importante trasformazione con l'integrazione del territorio dei Dawro nell’Impero Etiope, durante la quale una nuova élite dirigente, prevalentemente Amhara, si sovrappose all’ordine preesistente. La rivoluzione etiope del 1974 segnò la fine dei privilegi economici e politici dei Maallaa, ma i loro discendenti conservano tuttora un elevato status sociale.
Le categorie inferiori, in particolare i Degellaa e i Manja, sono oggetto di forte stigmatizzazione sociale. I Degellaa sono percepiti come esseri "impuri" e potenzialmente contaminanti: non solo vengono esclusi dalla partecipazione politica e da molte interazioni sociali, come il condividere pasti, matrimoni, funerali o spazi fisici, ma anche costretti a forme rituali di sottomissione, come inginocchiarsi o baciare il suolo in presenza dei Maallaa. Inoltre, durante i viaggi, devono camminare sul lato sinistro della strada o nella parte più bassa in caso di pendenza, cedendo sempre il passo ai membri delle caste superiori. Secondo una tradizione orale i Degellaa discenderebbero dagli artigiani conciatori che accompagnarono una principessa del Regno di Kaffa inviata in sposa a un re Dawro.
I Manja, all’estremità inferiore della gerarchia, discendono da cacciatori-raccoglitori e ancora oggi dipendono largamente dalle risorse forestali, pur avendo progressivamente adottato l’agricoltura, soprattutto dopo la riforma agraria del Derg che riconobbe loro il diritto alla proprietà terriera. Tuttavia, come i Manaa (i vasai), sono emarginati per il loro stile di vita, considerato impuro, e per la presunta affinità con poteri soprannaturali pericolosi, come il “goromote” (malocchio). Sebbene i Degellaa e i Manja mostrino caratteristiche analoghe a quelle delle caste nel sistema indiano, la loro classificazione come vere e proprie "caste" rimane oggetto di dibattito tra gli studiosi.

### Religione
La religione tradizionale dei Dawro è un complesso sistema di credenze che permea profondamente la vita sociale, politica e spirituale della comunità, fungendo anche da strumento di legittimazione della gerarchia sociale. Al vertice di tale struttura religiosa si colloca il kati, ovvero il re, considerato sacro ed eletto da Dio, la cui autorità era giustificata religiosamente. La divinità suprema è conosciuta con il nome di S’oosaa, entità creatrice e onnipotente che controlla il destino umano. La comunicazione tra gli esseri umani e S’oosaa avviene attraverso gli ayaanaa, spiriti intermediari che fungono da canale con i defunti, i quali si manifestano sotto forma di moytilliya, ossia “spiriti dei morti”. Ogni clan adora la propria divinità ancestrale, che svolge la funzione di mediatore tra gli uomini e S’oosaa.
Oltre alle divinità ancestrali, esistono altre entità spirituali venerate, come dadaa (spirito del tuono), Sanbataa (Sabbath), k’aadaa s’alahiya (spirito della fortuna) e biitaa k’oolaa (spirito della terra) ritenuto capace di determinare i frutti che la terra può offrire. La pratica religiosa si svolge in luoghi sacri chiamati Zaba, sotto la guida di figure carismatiche denominate shareechuwa (o alama), uomini ritenuti posseduti da spiriti e dotati di poteri spirituali. Questi sacerdoti sono consultati per problemi di salute, economia o altri affanni quotidiani e sono coadiuvati da una struttura cerimoniale ben definita: il gabarachaa, messaggero e interprete delle azioni divine; il meenatsaa, responsabile della logistica cerimoniale e della pulizia; l’ashiipaa, addetto alla preparazione del cibo per il shareechuwa; e un gruppo deputato all’organizzazione musicale delle celebrazioni. I partecipanti al culto, chiamati ya’a o maataa (letteralmente “erba”) e goshechaa (“sudditi della divinità”), svolgono il ruolo di congregati.
Queste credenze affondano le loro radici in una mitologia delle origini secondo cui Dio creò gli esseri umani dalla terra, assegnando loro funzioni specifiche in base agli oggetti che portavano con sé: chi aveva metallo divenne fabbro, chi aveva grano divenne contadino, chi portava pelli fu nominato conciatore, chi era a mani vuote fu destinato alla caccia e raccolta, mentre colui che possedeva oro fu designato come re, incaricato di governare su tutti.

### Onomastica
I nomi personali, ad eccezione del naʔatetsaa suntsaa, ovvero il “nome dell’infanzia” o “nome d’attesa”, sono generalmente permanenti e non variano in funzione dell’età o del cambiamento di status sociale. Tra i Dawro i nomi familiari non sono usati in maniera sistematica ma in specifici contesti, ad esempio durante la recitazione di formule rituali come il gereesaa (lamento funebre) o il c’eek’uwa (grido di guerra), si menzionano i nomi dei padri o dei nonni per conferire identità genealogica e storica all'individuo citato. Tuttavia, durante interazioni dirette, non è costume rivolgersi a qualcuno anteponendo il nome del padre.
La maggior parte dei genitori Dawro assegna ai figli un nome formale e definitivo fin dalla nascita, mentre in alcuni casi si preferisce iniziare con un nome infantile provvisorio e sostituirlo successivamente con un nome permanente. Una credenza profondamente radicata nella cultura Dawro attribuisce alla morte una volontà propria, quasi come fosse un’entità senziente in grado di scegliere deliberatamente chi lasciare vivere e chi fare morire. Questo timore ha portato allo sviluppo di una pratica onomastica apotropaica: per proteggere i bambini da un destino infausto, in particolare quando vi è un precedente di mortalità infantile nella famiglia, i genitori danno ai figli nomi provvisori con connotazioni negative, volgari o degradanti. Questi includono riferimenti a odori sgradevoli (es. escrementi), status sociali disprezzati (es. schiavo, cane), qualità deteriorate (es. vestiti logori, ceramiche rotte) o sapori amari, con la speranza che nomi poco desiderabili possano allontanare la morte, che si presume attratta da nomi positivi e armoniosi.
Parallelamente, altri nomi sono scelti per motivi aspirazionali, come qualità, auguri e benedizioni. Nella tradizione Dawro, la caccia aveva un valore sociale elevato, e gli uomini che uccidevano animali selvatici temibili come leoni, elefanti o bufali venivano insigniti di titoli onorifici. Di conseguenza, nomi che evocano forza, coraggio e prestigio venivano assegnati ai figli con l’augurio che anch’essi potessero diventare individui forti e rispettati. Inoltre, nomi tratti da corpi celesti, come il sole, la luna o le stelle sono spesso conferiti a bambine dalla pelle chiara, simbolizzando la speranza che la loro presenza possa illuminare gli aspetti oscuri della vita familiare, proprio come gli astri rischiarano la notte.

### Musica

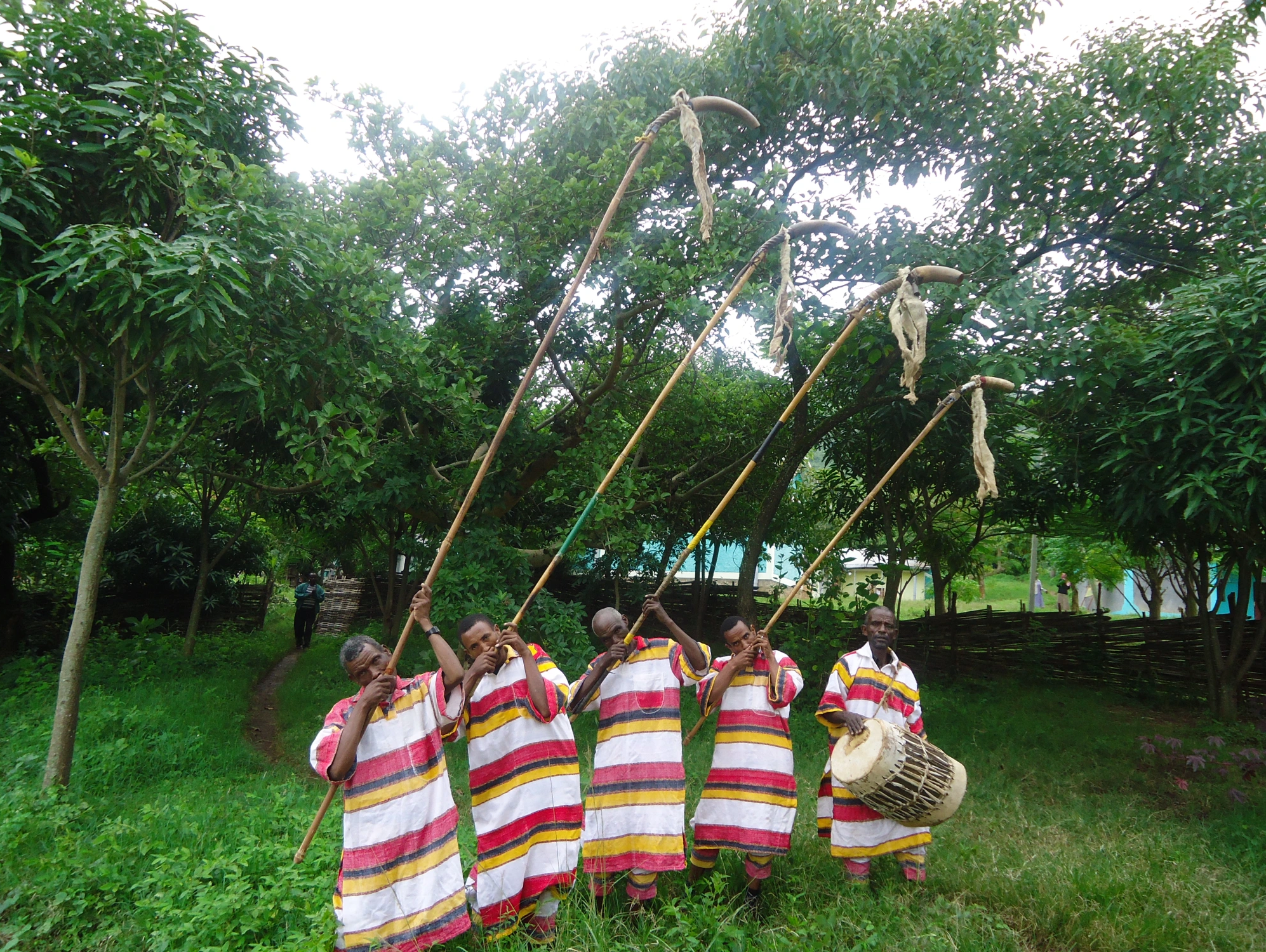
Uomini Dawro che suonano il dinka

La musica dei Dawro si distingue per l’uso del dinka, uno degli strumenti a fiato più lunghi al mondo, che può superare i 4 metri. Realizzato in bambù o legno scavato, produce un suono profondo e risonante, richiedendo notevoli abilità in controllo del respiro e tecnica digitale. Suonato durante cerimonie e raduni tradizionali, il dinka non è solo un mezzo musicale ma anche uno strumento narrativo e spirituale, capace di esprimere emozioni e racconti della comunità. La sua costruzione, complessa e delicata, riflette l’artigianalità raffinata dei Dawro e l’importanza culturale attribuita alla musica come forma di coesione e memoria collettiva. Altri strumenti a fiato popolari sono lo zayyiya e il hitsitsiya, realizzati con bambù e un corno di bue.

### Gastronomia

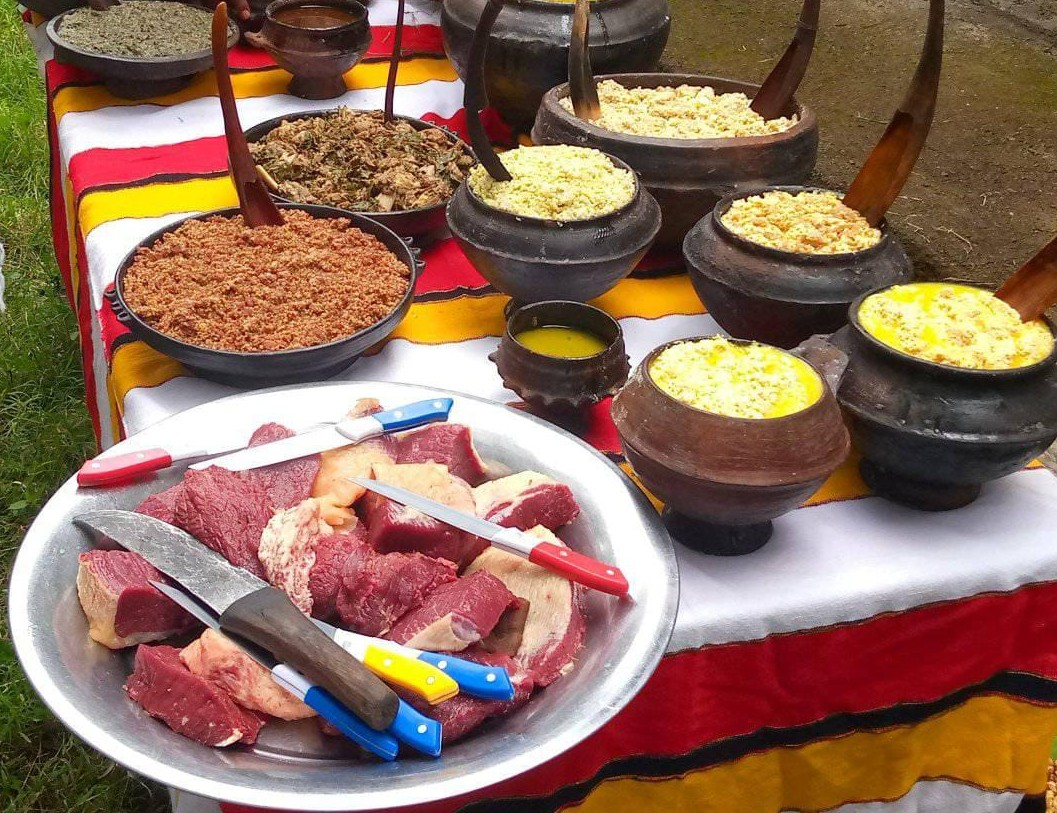

La gastronomia tradizionale dei Dawro riflette un profondo legame con i prodotti locali e una cultura alimentare fortemente radicata nelle pratiche agro-pastorali. Tra i piatti più emblematici spicca il baac’iraa, una preparazione morbida ottenuta lasciando in ammollo l’ʔunc’aa (derivato fermentato dell’ensete) previamente arrostito, in yogurt e/o burro; il risultato è un cibo denso e nutriente, consumato in occasioni rituali e quotidiane. Altro piatto distintivo è il siilisuwa, composto da formaggio, burro e spezie locali, che esprime la centralità dei latticini nella dieta dawro, derivanti dalla pratica diffusa dell’allevamento. Il buraatuwa, invece, è un piatto a base di carne cruda macinata, mescolata con ʔunc’aa arrostito, burro e spezie, e richiama analogie con preparazioni crude di altre tradizioni etiopiche, come il kitfo Guraghé o il kurt Wolayta. In generale, la carne cruda e il latte, spesso consumato fresco o fermentato, occupano un ruolo fondamentale nella nutrizione e nel simbolismo alimentare dawro, indicativi di prestigio, forza fisica e abbondanza.

## Economia
L’economia tradizionale dei Dawro si basa su un’agricoltura di sussistenza, che include la coltivazione di ensete, mais, tef, sorgo, taro, legumi, patate e spezie, a seconda della zona agro-ecologica. Si utilizzano ancora strumenti manuali come zappe e bastoni da scavo, ma anche aratri. È presente l’allevamento di bovini, caprini, ovini, pollame e animali da soma. Tutte le varietà colturali e le razze animali sono generalmente autoctone.